# 餅月望
餅月望（もちつき のぞむ、1982年 - ）は、日本のライトノベル作家。アミューズメントメディア総合学院ノベルス学科出身。同校で師事していた講師に長谷敏司らがいる。クリスチャンでもある。

## 作品リスト
- 小学星のプリンセス☆（挿絵：bb、集英社〈スーパーダッシュ文庫〉刊、全3巻）
- ロイヤル☆リトルスター（挿絵：千葉サドル、集英社〈スーパーダッシュ文庫〉刊、全2巻）
- ある朝、ヒーローの妹ができまして。（挿絵：黒田bb、集英社〈スーパーダッシュ文庫〉刊、全2巻）
- 超潜航学園デルファータ（挿絵：Bou、集英社〈スーパーダッシュ文庫〉刊）
- 俺の胃袋は彼女に握られている。（イラスト - シロタカ、集英社〈ダッシュエックス文庫〉刊）
- カトリングガール 虫好きな女子って変ですか?（表紙絵 - neyagi、光文社〈光文社キャラクター文庫〉刊、）
- ティアムーン帝国物語〜断頭台から始まる、姫の転生逆転ストーリー〜（挿絵：Gilse、TOブックス刊、既刊18巻＋短編集1巻）
- ティアムーン帝国物語〜断頭台から始まる、姫の転生逆転ストーリー〜（挿絵：U35、TOジュニア文庫〈TOブックス〉刊、既刊6巻）

単行本未収録
- 月虹の教室（comicoノベル、2015年4月21日 - 2016年4月12日にかけて連載）